# Sarah Ayton
Sarah Lianne Ayton (Ashford, 9 de abril de 1980) es una deportista británica que compitió en vela en la clase Yngling. Estuvo casada con el regatista Nick Dempsey.
Participó en dos Juegos Olímpicos de Verano, obteniendo dos medallas de oro en la clase Yngling, en Atenas 2004 (junto con Shirley Robertson y Sarah Webb) y en Pekín 2008 (con Sarah Webb y Pippa Wilson).
Ganó dos medallas de oro en el Campeonato Mundial de Yngling, en los años 2007 y 2008, y una medalla de oro en el Campeonato Europeo de Yngling de 2008.
En 2015 fue nombrada Regatista Mundial del Año por la Federación Internacional de Vela.

## Palmarés internacional
| \| Juegos Olímpicos \| Juegos Olímpicos \| Juegos Olímpicos \| Juegos Olímpicos \| \| Año \| Lugar \| Medalla \| Clase \| \| ------------------ \| ---------------------- \| ---------------- \| ---------------- \| \| 2004 \| Atenas (Grecia) \| Medalla de oro \| Yngling \| \| 2008 \| Pekín (China) \| Medalla de oro \| Yngling \| \| Campeonato Mundial \| \| \| \| \| Año \| Lugar \| Medalla \| Clase \| \| 2007 \| Cascaes (Portugal) \| Medalla de oro \| Yngling \| \| 2008 \| Miami (Estados Unidos) \| Medalla de oro \| Yngling \| \| Campeonato Europeo \| \| \| \| \| Año \| Lugar \| Medalla \| Clase \| \| 2008 \| Blanes (España) \| Medalla de oro \| Yngling \| |                        |                |         |
| Juegos Olímpicos |                        |                |         |
| Año | Lugar                  | Medalla        | Clase   |
| 2004 | Atenas (Grecia)        | Medalla de oro | Yngling |
| 2008 | Pekín (China)          | Medalla de oro | Yngling |
| Campeonato Mundial |                        |                |         |
| Año | Lugar                  | Medalla        | Clase   |
| 2007 | Cascaes (Portugal)     | Medalla de oro | Yngling |
| 2008 | Miami (Estados Unidos) | Medalla de oro | Yngling |
| Campeonato Europeo |                        |                |         |
| Año | Lugar                  | Medalla        | Clase   |
| 2008 | Blanes (España)        | Medalla de oro | Yngling |